# Quetzaltenango (Guatemala)
Quetzaltenango é uma cidade da Guatemala e capital do departamento de Quetzaltenango.
Quetzaltenango é a segunda cidade mais populosa da Guatemala, atrás apenas da capital Cidade da Guatemala. No ano 2009 a população estimada  de todo o departamento era de 503.857 habitantes, contando com a região metropolitana (Cidades de Salcajá, Cantel, Almolonga, Zunil, El Palmar, Concepción Chiquirichapa, San Mateo, La Esperanza, Olintepeque, e San Andrés Xecul, sendo que apenas San Andrés Xecul não se localiza no Departamento de Quetzaltenango - fica no Departamento de Totonicapan. A metade da população é composta de indígenas, 49% de mestiços e 1% de outras etnias. A porcentagem de povos originários é acima da média nacional (41%), sendo a maioria deles dos povos Mam e Quiché. Quetzaltenango está localizado num vale montanhoso numa altitude de 2.333 metros acima do nível do mar. Quetzaltenango também é considerada pelo Parlacen como capital da América Central.

## Etimologia
A palavra "quetzaltenango" quer dizer "lugar onde abundam os quetzais". Na Língua quiché é conhecida como Xelajú (Xelahuh Queh), que significa "lugar das dez montanhas".

## História
O local onde hoje está a cidade foi parte do Reino Quiché de Gumarcaj. Também foi palco de guerras entre os quichés e os caqchiqueles, no tempo do rei Quicab. No Popol Vuh também há menção a esta localidade. No "Diccionario Geográfico (1984:29)" a cidade é descrita como Xelahub quando diz que Ah Chiyú, Ah Chi Ckix, Halic y Tabanal queimaram a cidade quando foi conquistada por zotziles y tukuchés.  Em 1520 Pedro de Alvarado conquista a cidade, matando o líder maia Tecún Umán. Depois da conquista, foi utilizado o nome em Língua náuatle.
Em 1825, já depois da independência (ainda como Estados Unidos da América Central, não como Guatemala), a vila de Quetzaltenango obtém o título de cidade.
Em 1838 Quetzaltenango foi capital da  República do Sexto Estado de Los Altos, um ente da federação que tinha se separado da Guatemala, no que hoje são os departamentos de Totonicapán, Sololá,  San Marcos, El Quiché, Retalhuleu e Suchitepéquez, além de partes de Chiapas. Em 1840 o presidente guatemalteco Rafael Carrera derrotou o movimento separatista e anexou o país a Guatemala. Todos os membros do governo foram fuzilados no dia 2 de abril deste mesmo ano, na frente do prédio onde hoje o "Banco Industrial".
Após um terremoto, houve uma grande reconstrução na cidade, com muitos prédios em estilo grego na parte central da cidade. Em 1930 foi construída a primeira ferrovia eletrificada da Guatemala, a Ferrovia de Los Altos, que foi demolida em 1933, depois de ser destruída por deslizamentos. Nos anos 1960 a cidade se industrializa muito, principalmente com a chegada da Cerveceria Nacional. Hoje as principais indústrias são do setor têxtil e de bebidas.

## Economia
Como capital de departamento e segunda cidade mais importante da Guatemala, tem grande concentração de empreendimentos comerciais, além de um parque industrial e também um setor produtor de artesanato. Na agricultura podemos destacar: café, milho, frutas, palmeiras-de-óleo, gergelim, arroz e borracha. Também há uma pecuária forte.

## Turismo
Na cidade há muitos ponto turísticos, como o Cerro del Baúl, Cerro Siete Orejas, Cerro Quemado, Los Baños de Almolonga Cirilo Flores, Las Delicias, as Fuentes Georginas e a Laguna de Chicabal. Também há um grande festival no dia da independência da Guatemala (15 de setembro) e outro no dia da padroeira (N. Sra do Rosário), que se realiza no dia 07 de outubro. Muitas pessoas vão a Quetzaltenango para aprender espanhol como segunda língua. A vida noturna da cidade também é muito agitada, principalmente nas redondezas do Parque Central.

## Cultura
É considerada centro cultural da parte ocidental da Guatemala, sendo terra natal de vários escritores, pintores e escultores.
As línguas faladas na cidade são castelhano, mam e quiché.

## Esporte
A cidade possui um time de futebol Club Social y Deportivo Xelajú Mario Camposeco, um dos mais representativos do interior da Guatemala. Manda seus jogos no Estádio Mario Camposeco. Botrán Fútbol Club, América de Quetzaltenango. A cidade sediará os Jogos Centro-Americanos e do Caribe de 2018.

## Clima
Por estar em um local montanhoso, a cidade é mais fria do que o resto da Guatemala, possuindo um clima subtropical de montanha. A temperatura média é de 14ºC, podendo ir de 1ºC a 25ºC. Há duas estações: chuvas (maio a novembro) e seca (dezembro a abril).

## Transporte
O Aeroporto de Quetzaltenango está passando por uma grande reforma para poder voltar a ser utilizado para voos domésticos. A cidade é servida pela  Ruta 01, que atravessa o país, levando à fronteira com o México e com a cidade de Santa Cruz del Quiché. A Ruta 09N liga a cidade a Rodovia Panamericana. A estrada CITO-180 leva para a cidade de  Retalhuleu.

## Cidades irmãs
- Campeche, Campeche, México
- Veracruz, Veracruz, México
- Tromsø, Troms, Noruega
- Livermore, Califórnia, Estados Unidos
- San José,  San José, Costa Rica
- San Salvador,  San Salvador, El Salvador
- Turim, Piemonte, Itália
- Tapachula, Chiapas, México
- San Cristóbal de las Casas, Chiapas, México